# Eva Janssen (actrice)
Eva Janssen (Haarlem, 28 november 1911 - Hilversum, 20 augustus 1996) was een Nederlands hoorspelactrice.
Ze behaalde in 1933 haar diploma aan de Amsterdamse toneelschool, waar ze in de hoogste klas Ank van der Moer en Wim Kan als medeleerlingen had. Nog in datzelfde jaar maakte ze haar debuut bij het Groot Nederlandsch Tooneel onder leiding van Paul Huf, Johan de Meester en Frits van Dijk. In 1936 trouwde ze met Emile Kellenaers, die hoorspelregisseur werd bij de VARA. In 1937 werd ze verbonden aan de hoorspelafdeling van die omroep en bleef daar werkzaam, met uitzondering van de periode 1941-45. Ze is vooral bekend gebleven door haar vertolking van de rol van Ina, de vrouw van Paul Vlaanderen in de gelijknamige detectivereeks, maar ze heeft aan honderden andere hoorspelen, eenakters en series meegewerkt. Eva Janssen schreef ook enkele kindertoneelstukken (zoals De Bremer stadsmuzikanten en De man die niet griezelen kon) en een kinderoperette (Goudkopje).

## Hoorspelen (voor zover nu nog te beluisteren)
1939
- Napoleon Bonaparte contra Lazare Hoche (Andreas Latzko - S. de Vries jr.)

1940
- Het maken van een koekoeksklok (Willem van Cappellen - ?)

1946
- Volk in boeien (P.H. Schröder - Kommer Kleijn)

1950
- Het kind van de buurvrouw (Herman Bouber - S. de Vries jr.)

1951
- Zijn held (Roland & Michael Pertwee - Kommer Kleijn)

1953
- Het open balkon (? - Emile Kellenaers)
- Het witte schaap van de familie (Lawrence du Garde Peach & Ian Hay - S. de Vries jr.)

1954
- Pauze in het concertgebouw (Pieter Willem Franse - Emile Kellenaers)

1955
- Sprong in het heelal. Eerste serie: Operatie Luna (Charles Chilton - Léon Povel)

1956
- De fuif (Jane Arden - S. de Vries jr.)
- De meisjes uit Viterbo (Günter Eich - S. de Vries jr.)
- Josephine antwoordt (Erwin Wickert - S. de Vries jr.)
- Mijn drie mannen (Lawrence du Garde Peach - S. de Vries jr.)
- Paul Vlaanderen en het Lawrence-mysterie (Francis Durbridge - Kommer Kleijn)

1957
- 14 april 1912, 23 u. 40 (Jan Apon - Dick van Putten)
- De nacht viel opnieuw over Boedapest (Johan Simons - Wim Paauw)
- De oude school (Peter H. Ringoir - Johan Bodegraven)
- Der Staten rechterhand (P.H. Schröder - Kommer Kleijn)
- Eva Bonheur (Herman Heijermans - Jan C. Hubert)

1958
- Achter de bonte lap (Ewout Speelman - Léon Povel)
- Hoe moet er dan vrede nederdalen? (Hermann Rossmann - Léon Povel)
- Labyrinth in Lan-fang (Robert van Gulik - S. de Vries jr.)
- Philemon en Baucis (Leopold Ahlsen - Léon Povel)
- Schakels (Herman Heijermans - Jan C. Hubert)
- Tante Martha (Gordon Lea - S. de Vries jr.)

1959
- David Copperfield (Charles Dickens - Johan Bodegraven)
- De apocriefe Haydn (Carl Lans - Wim Paauw)
- Even schuilen (Aileen Burke & Leone Stewart - Léon Povel)
- Het hoogste punt (Koitsji Kibara - Léon Povel)
- Het scheidsgerecht (Menander - S. de Vries jr.)
- Microbus 666 (Geo H. Blanc & Roger Nordmann - Léon Povel)
- Paul Vlaanderen en het Conrad-mysterie (Francis Durbridge - Dick van Putten)

1960
- De bruid van Saint-Jean-de-Luz (Rolf Petersen - Léon Povel)
- De kerstvlucht van “De pelikaan” (Anne Robertson Coupar - Dick van Putten)
- De reconstructie (Dick Steenkamp - Kommer Kleijn)
- Exodus - Kitty Fremont (Leon Uris - Wim Paauw)
- Fortunata schrijft een brief (Theodore Apstein - Emile Kellenaers)
- Het zwarte pak (Josef Martin Bauer - S. de Vries jr.)
- Mijnheer de Groot sterft (Will Barnard - Johan Bodegraven)
- Op hoop van zegen (Herman Heijermans - Jan C. Hubert)
- Soms zijn de nachten zo lang (Zora Dirnbach - Léon Povel)

1961
- De man met het hamertje (Hans Hömberg - S. de Vries jr.)
- De vrouw in het wit (Wilkie Collins - Dick van Putten)
- Het lied op de lippen (Jan Starink - Wim Tollenaar)
- Om de dame (Pieter Willem Franse - Emile Kellenaers)
- Pionier van het leven (Morton Thompson - Wim Paauw)
- Spel van het kruis (Marie Luise Kaschnitz - Léon Povel)

1962
- De familiereünie (Thomas Stearns Eliot - Wim Paauw)
- Droom op Edsin-Gol (Günter Eich - Wim Paauw)
- Een Aziaat krijgt de Nobelprijs (Jef Last - Kommer Kleijn)
- Een vrouw van geen betekenis (Oscar Wilde - Willem van Cappellen)
- Hij is goed (Jean Marsus - Emile Kellenaers)
- Ik of de horde (Jan Apon - Wim Paauw)
- Operatie Wega (Friedrich Dürrenmatt - Willem Tollenaar)
- Paul Vlaanderen en het Margo-mysterie (Francis Durbridge - Dick van Putten)
- Voerman Henschel (Gerhart Hauptmann - S. de Vries jr.)

1963
- Als de klok 13 slaat (Dick Dreux - Jan C. Hubert)
- De kinderkaravaan (An Rutgers van der Loeff - Kommer Kleijn)
- De Kasimir-Blaumilch-gracht (Ephraim Kishon - Léon Povel)
- Dode bloesem (Will Barnard - Johan Bodegraven)
- Fis met boventonen (Günter Eich - Léon Povel)
- Het verloren koffertje (An Rutgers van der Loeff - Kommer Kleijn)
- Impromptu (Tad Mosel - Emile Kellenaers)

1964
- De madonna van de antiquair (Rolf Petersen - Léon Povel)
- De mieren (Caryl Churchill - Emile Kellenaers)
- De nieuwe chauffeur (Eduard König - Wim Paauw)
- De stem (Marie Luise Kaschnitz - Bert Dijkstra)
- De zeis in het zonlicht (Dick Dreux - Jan C. Hubert)
- Elke nacht weer (Rosemary Timperley - Jan C. Hubert)
- Graag of niet (Harold Brighouse - Jan C. Hubert)
- Hamlet, prins van Denemarken (William Shakespeare - Willem Tollenaar)
- Het einde van de reis (Gustav Machaty & Bernd Grashoff - S. de Vries jr.)
- Het genootschap van gezonde slapers (Edward J. Mason - Léon Povel)
- Middag zonder einde (Martin Walser - Léon Povel)
- Ontwerp voor een moord (Alex Atkinson - Léon Povel)
- Silhouet in schemer (Nick Funke-Bordewijk - Dick van Putten)
- Ware legende (György Sós - S. de Vries jr.)

1965
- Als zovelen (Wil Abeleven-Laberton & Wim Abeleven - Wim Paauw)
- De klok (Elleston Trevor - Dick van Putten)
- De man met het ene talent (M. Gerritzen-Feldhoff - Wim Paauw)
- De juwelenroof in Birmingham (Edward J. Mason - Léon Povel)
- Ga Davidje maar helpen (Hans Kasper - Léon Povel)
- Het evangelie van de ploeg (Clarence W. Hall - Wim Paauw)
- Knopen (hoorspel) (Ilse Aichinger - Léon Povel)
- Moordweer (Philip Levene - Jan C. Hubert)
- Nocturne (Rob Godthelp - Emile Kellenaers)
- Ontmoeting in het park (Paul Sheridan - Jan C. Hubert)
- Spel van droom en werkelijkheid (J.L.G. Jarichs - Emile Kellenaers)
- Te oud voor ezeltje rijden (Rhys Adrian - Léon Povel)
- Tobias vraagt (Werner Gläser - Jan C. Hubert)
- Uitzicht op het park (Julia Mark - Dick van Putten)
- Volgend jaar geen Riviera (Michael Brett - Bert Dijkstra)

1966
- Achterdocht (Philip Levene - Dick van Putten) - Louise
- De familie Leenhouts (P.J. Risseeuw - Johan Wolder)
- De interland (Jean Thibaudeau - Léon Povel)
- De nacht na de première (Rolf Petersen - Dick van Putten)
- De schacht (André Kuyten - Johan Wolder)
- De vader (Rolf Becker - Johan Wolder)
- Een droevige geschiedenis (Anton Tsjechov - Kommer Kleijn)
- Kleine komedie (Pieter Willem Franse - Emile Kellenaers)
- Koopjes van de week (H.A. Wrenn - Jan C. Hubert)
- Mira (Tine Feith - Emile Kellenaers)
- Paul Vlaanderen en het Milbourne-mysterie (Francis Durbridge - Dick van Putten)
- Teken van tegenspraak (Dieter Kühn - Coos Mulder)
- Tijd om naar bed te gaan (Pieter Willem Franse - Emile Kellenaers)
- Twee onder één kap (David Turner - Jan C. Hubert)

1967
- Achter de muur (Val Gielgud - Dick van Putten)
- Anastasia (20th Century Fox-film - Dick van Putten)
- Beumer & Co. (J.K. van Eerbeek - Wim Paauw)
- De brug van Berczaba (Heinrich Böll - Wim Paauw)
- De echtgenote en de roddelaarster (Serafín & Joaquín Álvarez Quintero - Emile Kellenaers)
- De grote broer (Wolfgang Graetz - Wim Paauw)
- De kartonnen doos (Arthur Conan Doyle - Léon Povel)
- De ziekte (Toos Staalman - Emile Kellenaers)
- Deportatie (Jan Rys - Léon Povel)
- Dromen (Günter Eich - Léon Povel)
- Een echo uit het dal (Robert Storey - Dick van Putten)
- Het ticket of de laatste dag van een avontuur (André Kuyten - Emile Kellenaers)
- Het tweede motief (Karl Richard Tschon - Léon Povel)
- Het verlies van Linda Heesters (Henk van Kerkwijk - Ad Löbler)
- Inter arma caritas (Will Barnard - Wim Paauw)
- Rondo (Pieter Willem Franse - Emile Kellenaers)
- Thee voor belabberden (Yvonne Keuls - Emile Kellenaers)
- Uitgewiste sporen (Hans Rothe - Kommer Kleijn)
- Wilde katten (Christian Noak - Rob Geraerds)
- Yamamba (Shuji Terayama - Dick van Putten)

1968
- Auteur! Auteur! (Roderick Wilkinson - Wim Paauw)
- De achtervolging van René Magraaf (Henk van Kerkwijk - Ad Löbler)
- De dienstweigeraar (Ian Rodger - Léon Povel)
- De grote scheiding (Frans Hoppenbrouwers - Emile Kellenaers)
- De kameleon (Joan O’Connor & Cecily Finn - Dick van Putten)
- De laatste dag van Lissabon (Günter Eich - Willem Tollenaar)
- De pantoffels van meneer Prent (Herbert Lichtenfeld - Jan C. Hubert)
- De wolk (Barry Bermange - Jan Wegter)
- Een plekje voor Heini (Wolfdietrich Schnurre - Ad Löbler)
- Een schaal in de hemel (André Kuyten - Dick van Putten)
- Een vrouw te leen gevraagd (Gadfan Morris - Emile Kellenaers)
- Eer de haan kraait (Otto H. Kühner - Ad Löbler)
- Het recht (Toos Staalman - Emile Kellenaers)
- Het uur vooraf (Anton Quintana - Ad Löbler)
- In de tuin (André Kuyten - Emile Kellenaers)
- Kattenstad (Yvonne Keuls - Emile Kellenaers)
- Nachtwandeling (Giles Cooper - Ad Löbler)
- Niet allen keren terug (Peter M. Thouet - Dick van Putten)
- Oog om oog (Val Gielgud - Dick van Putten)
- Per huurkoets (Arthur Adamov - Willem Tollenaar)
- Tweehonderdduizend plus één (Salvato Cappelli - Léon Povel)
- Vergeten wacht (Giles Cooper - Léon Povel)

1969
- Als een naaktslak (Giles Cooper - Léon Povel)
- Bushalte (Ton van Reen - Emile Kellenaers)
- De echtparen (Toos Staalman - Emile Kellenaers)
- De echtscheiding (Frank Thiess - Emile Kellenaers)
- De man die niet werd verwacht (Charles Cordier - Emile Kellenaers)
- De verdwijning van Roger Starr (André Kuyten - Rob Geraerds)
- Een avondje vrij (Jean Marsus - Emile Kellenaers)
- Een donkere kamer (Heinz Piontek - Dick van Putten)
- Een rondje van een ochtend (Hans Mantje - Ad Löbler)
- Het licht stond op rood (Toos Staalman - Emile Kellenaers)
- Het moeilijke geval Sjabetai (Ephraïm Kishon - Emile Kellenaers)
- Het verlangen (Toos Staalman - Emile Kellenaers)
- La boutique (Francis Durbridge - Dick van Putten)
- Onrust op “De olmen”( Dick van Putten - Dick van Putten)
- Ons stenen tijdperk (Jacques Perret & Jean Forest - Léon Povel)
- Schemering (Rolf Schneider - Ad Löbler)
- Sil de strandjutter (hoorspel) (Cor Bruijn - Wim Paauw)
- Telefoon uit Amerika (Christoph Buggert - Dick van Putten)

1970
- 6.810.000 liter water per seconde (Michel Butor - Léon Povel)
- Besmeurd monument (Dick Dreux - Dick van Putten)
- De appelschimmels (Dick Walda - Ad Löbler)
- De mens Jan Postma (Dick Walda - Ad Löbler)
- De rubberbandieten (Edgar Wallace - Dick van Putten)
- De waanzinnige eilanden (Louis MacNeice - Willem Tollenaar)
- De zaak Kolen-Betje (Dick Walda - Ad Löbler)
- Dertig jaren na de moord (McGregor Urquhart & Cecil Madden - Jan C. Hubert)
- Finale voor mevrouw Monaghan (James Henley - Jacques Besançon)
- Hartentroef (Maxwell Charles Cohen - Dick van Putten)
- Het leven is een mysterie (Bill Naughton - Ad Löbler)
- Het wassende water (Herman de Man - Frans Somers)
- Hopeloos ouderwets (Pieter Willem Franse - Emile Kellenaers)
- Huize "Rozengaarde" (Jack Gerzon - Jan C. Hubert)
- Tears in your eyes (Pieter Willem Franse - Emile Kellenaers)
- Toreneindspel (Johan van der Woude - Jacques Besançon)
- Tweekooienmens (Yvonne Keuls - Emile Kellenaers)
- Zeven miljoen moleculen (Manuel van Loggem - Harrie de Garde)
- Zonder onderschriften (Jeroen Brouwers - Léon Povel)
- Zou de Sono-man nog komen? (Dick Walda - Ad Löbler

1971
- Als water en fluor (Anton Delmar - Hein Boele)
- Bericht over de pest in Londen (Gert Hofmann - Ab van Eyk)
- De getermineerden (Elias Canetti - Harrie de Garde)
- De hartenketting (Dick Walda - Ad Löbler)
- De kleinste liefde ter wereld (Miklós Gyárfás - Wim Paauw)
- De nieuwe flat (William Trevor - Harrie de Garde)
- De smidse aan de driesprong (H. Wolfenbuttel van Rooy - Harrie de Garde)
- De verloren zoon (Leslie Darbon - Hein Boele)
- Een landerige bui (Charles Cordier - Emile Kellenaers)
- Égalité (Hermann Moers - Ad Löbler)
- Er is een tijd van spreken (Noël Robinson - Dick van Putten)
- Koellerwo (Anton Quintana - Wim Paauw)
- Land gezwollen door geseling (Dick Walda & Wil Boekhof - Ad Löbler)
- Lang leve ons regiment Van Heutsz (Dick Walda - Ad Löbler)
- Machtsovername (David Hopkins - Dick van Putten)
- Moord blijft moord (Peter Karvaš - Jan C. Hubert)
- Onvoltooid afscheid (Ries Moonen & Gabri de Wagt - Ad Löbler)
- Quitte of dubbel (Michael Brett - Harry Bronk)
- Reis naar de stilte (Frank Herzen - Ad Löbler)
- Remise (Toos Staalman - Emile Kellenaers)
- Sterven in Zwolle (Will Barnard - Wim Paauw)
- Tweehonderd voetsporen (Austin Freeman - Harry Bronk)
- U denkt, denkt u (Joseph Musaphia - Dick van Putten)
- Van de trap gevallen (Dick Walda - Ad Löbler)
- Weet u wat psychisch is? (Anna C. Hoogervorst - Harrie de Garde)
- Ynske (Jan Fabricius - Dick van Putten)

1972
- ‘t Is duur om niet dood te gaan (Arnold Yarrow - Harry Bronk)
- Afscheidsoptreden (Stanley Richards - Emile Kellenaers)
- Beter nooit dan laat (Rodney Wingfield - Hein Boele)
- Dat zonder put is te smal (William Rothuizen - Ad Löbler)
- De laars op de nek (Maurits Dekker - Wim Paauw)
- De zoekers (Toos Staalman - Wim Paauw)
- Een huis voor de kinderen (Yvonne Keuls - Emile Kellenaers)
- Het leven en de dood van Marilyn Monroe (Gerlind Reinshagen - Léon Povel)
- Hoe laat is het? (Ivo Michiels - Léon Povel)
- Iene miene mutte (Terry Harper - Harry Bronk)
- Intermezzo bij de koffie (Eduard König - Hein Boele)
- Lumey (André Kuyten - Wim Paauw)
- Negentien jaar huwelijk (Tosca Hoogduin - Emile Kellenaers)
- Op dinsdag gehangen (Rosemary Timperley - Dick van Putten)
- Partnerruil (Jill Hyem - Harry Bronk)
- Zaterdagmiddag in levenslust (Dick Walda - Ad Löbler)

1973
- Crueland (Hubert Wiedfeld - Léon Povel)
- De bamboesnijder en het maanmeisje (Frank Herzen - Ad Löbler)
- Een man die liefheeft (Martinez Sierra - Emile Kellenaers)
- Honderd worden (Toos Staalman - Emile Kellenaers)
- Ladingen sneeuw voor de behoeftige schapen (Inger Christensen - Léon Povel)
- Oorlog en vrede (Leo Tolstoj - Dick van Putten)
- Taxi, meneer? (Frank Herzen - Ad Löbler)
- Tongen (Toos Staalman - Wim Paauw)
- Wat van me drinken, schat? (Dick Walda - Ad Löbler)
- Wie heeft Antje Vreeling gezien? (Dick Walda - Ad Löbler)

1974
- Bloedwijn (Dick Walda - Ad Löbler)
- Computers discussiëren niet (Gordon R. Dickson - Léon Povel)
- De dames vragen de heren (Dick Walda - Ad Löbler)
- De nacht dat Samuel terugkwam (Wim Ramaker - Dick van Putten)
- De terreur van hiernaast (Dick Walda - Ad Löbler)
- De vrouwen die naar het graf toegingen (Michel de Ghelderode - Willem Tollenaar)
- Het stoeltje komt bij het raam te staan (Dick Walda - Ad Löbler)
- Een zoen van Jossy (Dick Walda - Ad Löbler)
- Else, m'n Elsje (Franz Hiesel - Ad Löbler)
- Holland moet weer blank en rustig worden (Dick Walda - Ad Löbler)
- Hosea (Wim Bischot - Dick van Putten)
- Toen het weer ochtend werd (Dick Walda - Ad Löbler)
- Wagen 107 in sterbezetting (Hermann Moers - Ad Löbler)
- Wat moet ik in Palma de Mallorca? (Dick Walda - Ad Löbler)
- Wat zegt de bandrecorder? (Leslie Dunkling - Rob Geraerds)

1975
- Aagje (Franz Hiesel - Ad Löbler)
- De aanklacht (Toos Staalman - Léon Povel)
- De ondergang van Malemort (François Weyergans - Rob Geraerds)
- Moordbrigade Stockholm (Maj Sjöwall & Per Wahlöö - Ad Löbler)
- Opstand der dingen (Henryk Bardijewski - Rob Geraerds)
- Rijnpromenade (Karl Otto Mühl - Léon Povel)
- Stiefmoeder aarde (Theun de Vries - Ad Löbler)
- Torenflatverhalen (Angelika Mechtel - Ab van Eyk)
- Uit logeren (Lizzy Sara May - Ad Löbler)

1976
- Centropolis (Walter Adler - Léon Povel)
- Drie kaartjes voor zondagavond (Frank Werner - Ad Löbler)
- Jodelen in een leren jekkie (Dick Walda - Ad Löbler)
- Juffrouw Elpenhout en/of de vermoorde onnooselheydt van Joost van den Vondel (Madzy Ford - Ad Löbler)
- Kommer en vreugd (Dick Walda - Ad Löbler)
- Neem nou deze vijf vrouwen (Wolfgang Körner - Ad Löbler)
- Proces tot eerherstel van Jeanne d'Arc (Rolf Schneider - Rob Geraerds)
- Puberteit (Rosemary Timperley - Rob Geraerds)
- Schaduwen van het verleden (Rosemary Timperley - Rob Geraerds)

1977
- Beter tien vogels in de lucht (Aristophanes - Bert van der Zouw)
- De dochter van de beroemde vader (Martien Carton - Ad Löbler)
- De lagere standen (Dick Walda - Ad Löbler)
- Drie episoden uit het leven der auto’s (Dick Walda - Ad Löbler)
- Drie episodes uit het stadsleven (Dick Walda - Ad Löbler)
- Dromen in woorden (Wilhelm Genazino - Ad Löbler)
- Een geluk dat we geld hebben (Kirsti Hakkarainen - Bert Dijkstra)
- Een hoofd van steen (Theije Twijnstra - Ad Löbler)
- Enkele reis kerstfeest (Dick Walda - Ad Löbler)
- Het Geisham Trio (Philip Barker - Hans Karsenbarg)
- Het gesprek is voor uw rekening (Ludvik Aškenazy - Ad Löbler)
- Hollands glorie (Jan de Hartog - Dick van Putten)
- Je doet wat je kunt (Barbara Enders - Ad Löbler)
- Jozef en de walvis (Theodor Weißenborn - Bert Dijkstra)
- Nathalie (Ger Verrips - Ad Löbler)
- Paniek op Ganymedes (Henk van Kerkwijk - Ad Löbler)
- Pedro Páramo (Juan Rulfo - Léon Povel)
- Wat er overblijft (Kees Noest - Ad Löbler)

1978
- De zaak Calas (Theun de Vries - Ad Löbler)
- Een handje valium (Dick Walda - Ad Löbler)
- Hier spreken a.u.b. (Ger Verrips - Ad Löbler)
- Oma's verjaardag (Hannu Mäkelä - Bert Dijkstra)

1979
- Bedankt (Jill Hyem - Harry Bronk)
- De trooster en de witte bloem (Lea Appel - Ad Löbler)
- Tweemaal oom Eduard (Willem van Toorn - Ad Löbler)
- Ziekenhuisomroep Zuid (Peter Römer - Ad Löbler)

1980
- De pletmachine (Madzy Ford - Ad Löbler)
- De vreemdeling (Dick Walda - Ad Löbler)
- Muzikant met bevroren vingers (Dick Walda - Ad Löbler)
- Niet vanzelfsprekend (Lea Appel - Ad Löbler)
- Onder martieners en bietsers (Ger Verrips - Ad Löbler)
- Verloving in de herfst (Hermann Moers - Ad Löbler)

1981
- Carry of de seksuele revolutie (Tom Vorstenbos - Ad Löbler)
- De jongen met de accordeon (Dick Walda - Ad Löbler)
- Een vreemde vogel in het tuinhuis (Anne Fine - Ad Löbler)
- Op reis, op reis door huichelaarsland (Dick Walda - Ad Löbler)
- Scheiden (Ton Vorstewnbosch - Ad Löbler)
- Senilità of Als een man ouder wordt (Italo Svevo - Barry Bermange)
- Twee dagreizen (Willem van Toorn - Ad Löbler)
- Uit het leven van een stallingbaas (Dick Walda - Ad Löbler)
- Zondagskind (Dick Walda - Ad Löbler)

1982
- De derde kolom (Franz Hohler - Ad Löbler)
- De factor Ariadne (Verna J. Alexander - Ad Löbler)
- Ik heb nooit verwacht eeuwig te leven (Frank Herzen - Ad Löbler)
- Liquide middelen (Hadrian Rogers - Dick van Putten)
- Uitvlucht Berlijn (Dick Walda - Ad Löbler)

1983
- Als de bom valt (Raymond Briggs - Ad Löbler)
- De woeste hoogte (Emily Brontë - Bert Dijkstra)
- Huilen met de wolven (Angela Carter - Louis Houët)
- Vier verdichtsels (Barry Bermange - Barry Bermange)
- Viskwartet (Wolfgang Kohlhaase & Rita Zimmer - Louis Houët)
- Zwart staat je goed (Maggie Ross - Ad Löbler)

1984
- Bureau jeugdzaken of de lotgevallen van Martine Land (James Leigh - Ad Löbler)
- De glazenwasser is geweest (Dick Walda - Ad Löbler)
- Eline Vere - mevrouw Van der Stoor (Louis Couperus - Hans Karsenbarg)
- Hartzeer (Dick Walda - Ad Löbler)
- In de valstrik van de kleine lettertjes (Sietze Dolstra - Ad Löbler)

1985
- Dood van een vrijgezel (Arthur Schnitzler - Bert Dijkstra)
- Het verhaal van de westerkamers in alle toonaarden (Dong - Bert van der Zouw)

1986
- Moederdag (Frans Verbeek - Ad Löbler)

1987
- Droomhuis te koop (Rodney Wingfield - Nelleke van der Krogt)

19??
- Vrouwen van Israël (Ella Edersheim-Levenbach - Jan C. Hubert)